# مارک توان
مارک توان (چینی سنتی: 段宜恩; کره‌ای: 마크투안); زادهٔ مارک ای‌ین توان (انگلیسی: Mark Yien Tuan)، در ۴ سپتامبر ۱۹۹۳) که بیشتر با نام مارک شناخته می‌شود، رپر، خواننده، ترانه‌سرا و مدل آمریکایی است. او یکی از اعضای گروه پسرانهٔ کره‌ای گات‌سون است.

## زندگی‌نامه
مارک توان با نام تولد مارک ای‌ین توان، زادهٔ لس آنجلس، کالیفرنیا است و سالهایی را در پاراگوئه و برزیل گذرانده‌است پیش از اینکه دوباره به کالیفرنیا برگردد، جایی که در آنجا بزرگ شده‌است. او از تبار تایوانی است و دو خواهر بزرگتر و یک برادر کوچکتر دارد. او زمانی که دبستانی بود، درس‌های پیانو و ویولن را فرا گرفت و در دبیرستان به سمت یادگیری گیتار رفت.

## فیلم‌شناسی

### درام‌ها
| سال  | عنوان               | نقش        | شبکه      | توضیحات                                                         | منابع |
| ---- | ------------------- | ---------- | --------- | --------------------------------------------------------------- | ----- |
| ۲۰۱۲ | رؤیای بلند ۲        | بک آپ دنسر | کی‌بی‌اس۲   | حضور افتخاری (قسمت ۱)                                           |       |
| ۲۰۱۵ | دریم نایت           | خودش       | یوکو تودو | مجموعهٔ اینترنتی کره‌ای-چینی تولید شده توسط جی‌وای‌پی‌ئی و یوکو تودو | [ ۸ ] |
| ۲۰۱۶ | پناهگاه (Sanctuary) | خودش       |           | فیلم کوتاه تایلندی                                              | [ ۹ ] |

### برنامه تلویزیونی
| سال  | عنوان                                | شبکه تلویزیونی | توضیحات                                                                        | منابع         |
| ---- | ------------------------------------ | -------------- | ------------------------------------------------------------------------------ | ------------- |
| ۲۰۱۶ | بتل لایکز                            | کی‌بی‌اس ورلد    | مجری به همراه بم‌بم از گروه گات‌سون (قسمت‌های ۱–۲)                                |               |
| ۲۰۱۷ | قانون جنگل                           | اس‌بی‌اس         | عضو گروه بازیگران در نیوزلند                                                   | [ ۱۰ ]        |
| ۲۰۱۷ | می‌توانم صدایت را ببینم               | ام‌نت           | عضو گروه بازیگران همراه با بم‌بم، یونگ‌جه، یوگیوم، جین‌یونگ و جی‌بی از گروه گات‌سون |               |
| ۲۰۱۷ | می‌توانم صدایت را ببینم تایلند        | ورک‌پوینت تی‌وی  | عضو گروه بازیگران به همراه بم‌بم، یونگ‌جه و یوگیوم از گروه گات‌سون                |               |
| ۲۰۱۹ | Got7 Real Thai                       | ایکس‌تی‌وی‌ان     | عضو گروه بازیگران به همراه بم‌بم، یونگ‌جه و جین‌یونگ از گروه گات‌سون               | [ ۱۱ ]        |
| ۲۰۱۹ | گات‌سون گلدن کی                       | استار کی       | عضو گروه بازیگران به همراه یونگ‌جه از گروه گات‌سون                               | [ ۱۲ ] [ ۱۳ ] |
| ۲۰۱۹ | همه برای یکی (All For One; 以团之名) | یوکو           | اسپشال منتور                                                                   |               |